# Kreis Schotten

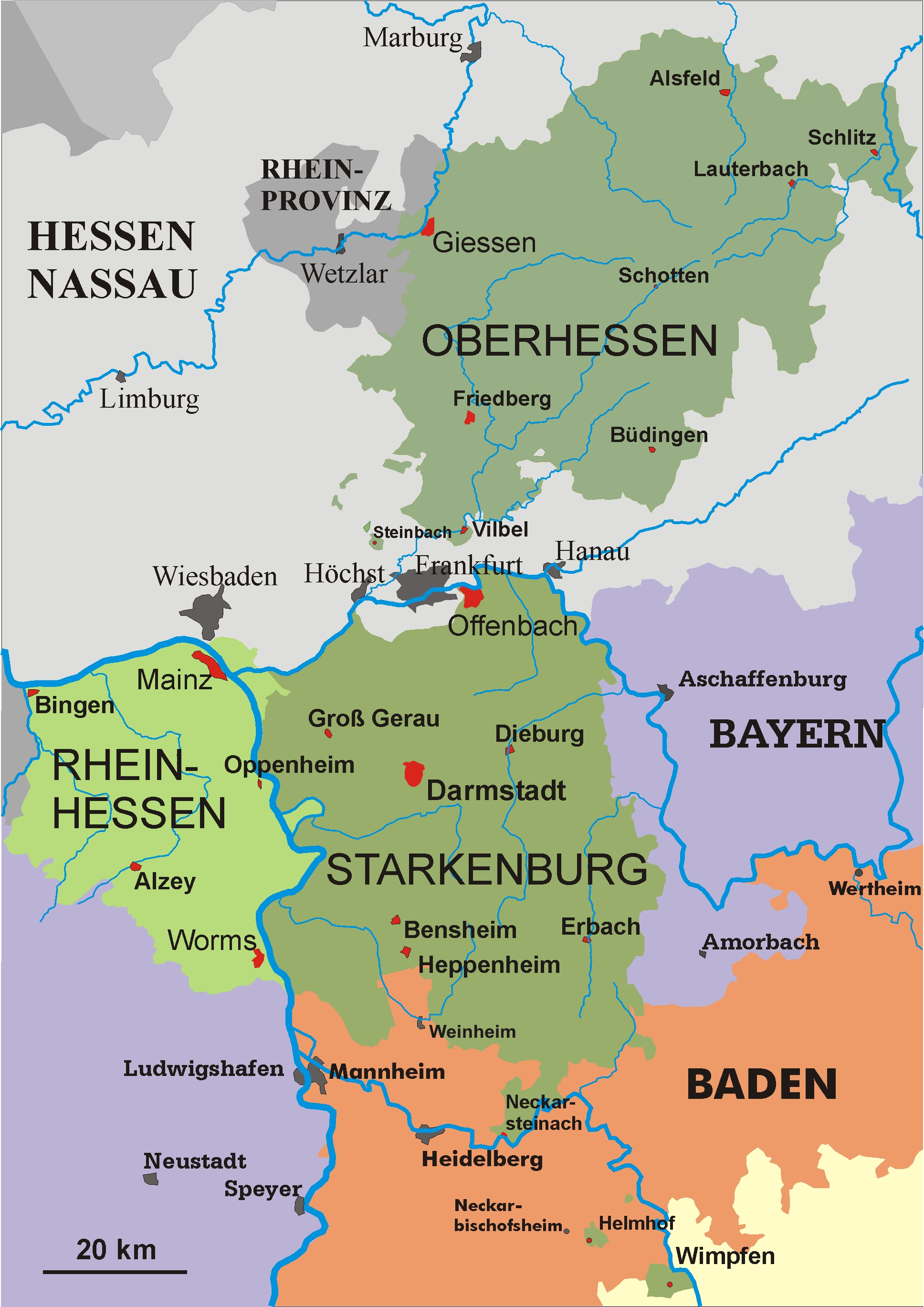
Hessen im Jahr 1930

Der Kreis Schotten ist ein ehemaliger Landkreis in der Provinz Oberhessen des Großherzogtums Hessen. Das Landratsamt befand sich in Schotten.

## Geschichte

### Territorialentwicklung
Der Kreis wurde am 12. Mai 1852 gegründet. Er übernahm Teile des gleichzeitig aufgelösten Regierungsbezirks Gießen.
Bei einer Kreisreform im Jahr 1874 wurde der Kreis Schotten um die Gemeinden Eichelsdorf, Gedern, Glashütten, Mittel-Seemen, Nieder-Seemen, Ober-Lais, Ober-Schmitten, Ober-Seemen, Steinberg und Volkartshain des aufgelösten Kreises Nidda erweitert.
Der Kreis Schotten wurde zum 1. November 1938 aufgelöst. Die Gemeinden des Kreises wurden auf die angrenzenden Landkreise Gießen, Büdingen, Lauterbach und Alsfeld verteilt.

### Leitende Beamte
Kreisräte
- 1812– 1832 Philipp Goldmann (Landrat)
- 1852–1857 Karl Melior
- 1857–1859 Julius Rinck von Starck
- 1859–1865 Robert Hoffmann (kommissarisch: 1859–1861)
- 1865–1866 Ludwig Karl Dieffenbach
- 1866–1871 Ludwig Röder von Diersburg
- 1872 Kreisassessor Bernhard Jaup, kommissarisch[3]
- 1873 Kreisassessor Friedrich Hofmann, kommissarisch[4]
- 1874–1883 Georg Dietzsch
- 1883–1887 Karl Wolf
- 1887–1911 Karl Theobald Schönfeld
- 1911–1913 Eugen Kranzbühler
- 1913–1915 Ernst Merck[5]
- 1915–1917 [1919] Theodor Muhl, kommissarisch

Kreisdirektoren
- [1915] 1917–1919 Theodor Muhl
- 1920–1928 Ernst Böckmann
- 1929–1934 Karl Jann (NSDAP)[6]
- 1934–1938 Alfred Zürtz (NSDAP)

### Einwohnerzahlen
Die Entwicklung der Einwohnerzahlen im Kreis Schotten:
| Jahr | Einwohnerzahl |
| ---- | ------------- |
| 1852 | 21.495        |
| 1900 | 26.338        |
| 1910 | 27.744        |
| 1925 | 28.112        |
| 1933 | 28.768        |

## Gemeinden
| Gemeinde           | Einwohner am 1. Dezember 1910 | späterer Kreis |
| ------------------ | ----------------------------- | -------------- |
| Altenhain          | 0.319                         | Alsfeld        |
| Betzenrod          | 0.343                         | Büdingen       |
| Bobenhausen II     | 0.550                         | Alsfeld        |
| Breungeshain       | 0.330                         | Büdingen       |
| Burkhards          | 0.489                         | Büdingen       |
| Busenborn          | 0.221                         | Büdingen       |
| Eichelsachsen      | 0.580                         | Büdingen       |
| Eichelsdorf        | 0.842                         | Büdingen       |
| Einartshausen      | 0.339                         | Büdingen       |
| Eschenrod          | 0.492                         | Büdingen       |
| Feldkrücken        | 0.326                         | Lauterbach     |
| Freien-Seen        | 0.704                         | Gießen         |
| Gedern             | 1.821                         | Büdingen       |
| Glashütten         | 0.440                         | Büdingen       |
| Gonterskirchen     | 0.582                         | Gießen         |
| Götzen             | 0.212                         | Büdingen       |
| Groß-Eichen        | 0.719                         | Alsfeld        |
| Hartmannshain      | 0.228                         | Lauterbach     |
| Helpershain        | 0.534                         | Alsfeld        |
| Herchenhain        | 0.340                         | Lauterbach     |
| Höckersdorf        | 0.285                         | Alsfeld        |
| Ilsdorf            | 0.078                         | Alsfeld        |
| Kaulstoß           | 0.212                         | Büdingen       |
| Klein-Eichen       | 0.174                         | Gießen         |
| Köddingen          | 0.492                         | Alsfeld        |
| Kölzenhain         | 0.212                         | Lauterbach     |
| Lardenbach         | 0.356                         | Gießen         |
| Laubach            | 1.914                         | Gießen         |
| Meiches            | 0.465                         | Lauterbach     |
| Michelbach         | 0.296                         | Büdingen       |
| Mittel-Seemen      | 0.243                         | Büdingen       |
| Nieder-Seemen      | 0.241                         | Büdingen       |
| Ober-Lais          | 0.559                         | Büdingen       |
| Ober-Schmitten     | 0.494                         | Büdingen       |
| Ober-Seemen        | 0.962                         | Büdingen       |
| Ober-Seibertenrod  | 0.280                         | Alsfeld        |
| Rainrod            | 0.670                         | Büdingen       |
| Rebgeshain         | 0.376                         | Lauterbach     |
| Rudingshain        | 0.571                         | Büdingen       |
| Ruppertsburg       | 0.660                         | Gießen         |
| Schmitten          | 0.023                         | Alsfeld        |
| Schotten           | 2.204                         | Büdingen       |
| Sellnrod           | 0.645                         | Alsfeld        |
| Sichenhausen       | 0.267                         | Büdingen       |
| Steinberg          | 0.359                         | Büdingen       |
| Stornfels          | 0.213                         | Büdingen       |
| Stumpertenrod      | 0.531                         | Alsfeld        |
| Ulfa               | 1.049                         | Büdingen       |
| Ulrichstein        | 0.893                         | Lauterbach     |
| Unter-Seibertenrod | 0.332                         | Alsfeld        |
| Volkartshain       | 0.182                         | Lauterbach     |
| Wetterfeld         | 0.509                         | Gießen         |
| Wingershausen      | 0.271                         | Büdingen       |
| Wohnfeld           | 0.315                         | Alsfeld        |